# Congrés de la Nació Argentina

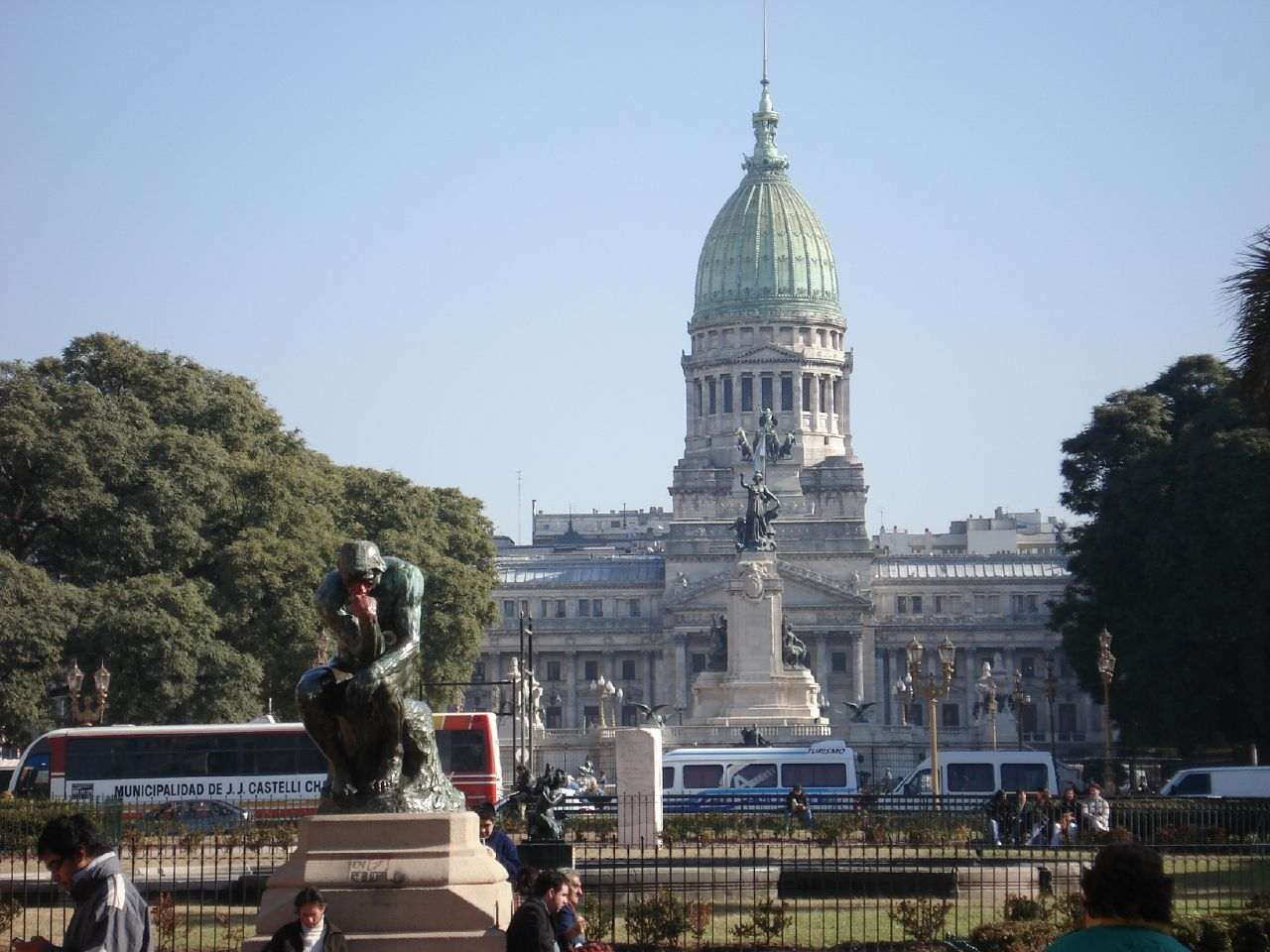
Palau del Congrés, a Buenos Aires

El Congrés de la Nació Argentina (Congreso de la Nación Argentina, en castellà) és el poder legislatiu del govern de l'Argentina. El Congrés de la Nació és una assemblea bicameral, conformada per la Cambra de Diputats, i el Senat. Els 257 diputats s'elegeixen segons el mètode de representació proporcional en cadascun dels 24 districtes en què està dividit el país, i en què cada província argentina i la Ciutat Autònoma de Buenos Aires tenen assignat un nombre específic de diputats segons llur població. El Senat està integrat per 72 senadors; dos s'assignen al partit que hagi aconseguit la majoria dels vots per província i dos per la ciutat autònoma de Buenos Aires, i un d'altre s'assigna a la primera minoria (és a dir, al partit que hagi aconseguit la segona posició en nombre de vots) per província i per la ciutat autònoma de Buenos Aires.
El període ordinari de sessions del Congrés de la Nació és de l'1 de març al 30 de novembre de cada any. Tot i així, el president de l'Argentina té la facultat de convocar sessions extraordinàries o de prorrogar les sessions. La seu del Parlament és el Palau del Congrés, i està ubicat a la ciutat autònoma de Buenos Aires a la Plaza Dos Congresos, sobre l'Avinguda de Mayo, que connecta el Congrés amb la Plaza de Mayo, on hi ha la Casa Rosada, seu del poder executiu argentí.

## Atribucions de les Cambres
Cadascuna de les cambres del Congrés té atribucions pròpies o particulars.
La Cambra de Diputats té la iniciativa dels projectes de llei que tractin sobre contribucions i reclutament de tropes, rep els projectes llei sorgits per iniciativa popular (incorporada per la reforma de 1994), acusar davant el Senat el President, Vicepresident, Cap de Gabinet, ministres del Poder Executiu i membres de la Cort Suprema en judici polític i sotmetre a consulta popular un projecte de llei.
El Senat és cambra d'origen a la llei conveni sobre el règim de coparticipació federal d'impostos i en projectes de llei que promoguin el poblament i el creixement harmònic de la nació, autoritza el president perquè declari l' estat de setge en cas d'atac exterior , jutja en judici públic els acusats per la Cambra de Diputats i presta acord al president per designar els membres de la Cort Suprema i els altres jutges federals, ministres plenipotenciaris, encarregats de negocis i d'oficials superiors de les Forces Armades argentines.

## Representació federal
El bicameralisme argentí respon a una tradició històrica relacionada amb la formació de l'estat i l'assumpció de la forma federal d'estat. És un sistema bicameral: La cambra alta està conformada per un nombre fix de 72 senadors (tres per província), sempre que no s'estableixin noves províncies, mentre que a la cambra baixa la componen diputats la quantitat dels quals es regula per cens nacional cada 10 anys, havent-hi un diputat cada 161,000 argentins (257 actualment). El fonament rau, d'una banda, respecte de la Cambra de Diputats en què representa el poble de la nació en conjunt, i de l'altra, s'ubica el Senat que representa les províncies com a estaments part de l'estat federal argentí, funcionant aquesta com a representació de les 24 jurisdiccions de primer ordre (les 23 províncies i la ciutat autònoma) en aquest caràcter que atorga garantia d'igualtat a les 24 jurisdiccions al govern federal.
| Districte                        | Senadors | Diputats |
| -------------------------------- | -------- | -------- |
| Ciutat Autònoma de Buenos Aires  | 3        | 25       |
| Provincia de Buenos Aires        | 3        | 70       |
| Provincia de Catamarca           | 3        | 5        |
| Provincia del Chaco              | 3        | 7        |
| Provincia del Chubut             | 3        | 5        |
| Provincia de Córdoba             | 3        | 18       |
| Provincia de Corrientes          | 3        | 7        |
| Provincia de Entre Ríos          | 3        | 9        |
| Provincia de Formosa             | 3        | 5        |
| Provincia de Jujuy               | 3        | 6        |
| Provincia de La Pampa            | 3        | 5        |
| Provincia de La Rioja            | 3        | 5        |
| Provincia de Mendoza             | 3        | 10       |
| Provincia de Misiones            | 3        | 7        |
| Provincia del Neuquén            | 3        | 5        |
| Provincia de Río Negro           | 3        | 5        |
| Provincia de Salta               | 3        | 7        |
| Provincia de San Juan            | 3        | 6        |
| Provincia de San Luis            | 3        | 5        |
| Provincia de Santa Cruz          | 3        | 5        |
| Provincia de Santa Fe            | 3        | 19       |
| Provincia de Santiago del Estero | 3        | 7        |
| Provincia de Tierra del Fuego    | 3        | 5        |
| Provincia de Tucumán             | 3        | 9        |
| Total Argentina                  | 72       | 257      |

## Assemblea legislativa
És la reunió conjunta de les dues càmeres celebrada des de 1862 per a:
- Inauguració del Període de Sessions Ordinàries
- Admetre o rebutjar la dimissió del president i vicepresident
- Prendre el jurament al president que assumeixi
- Designar el funcionari públic que completarà el mandat que va quedar vacant
- Proclamar els electes President i Vicepresident
- Homenatjar els herois de la Pàtria o remenar Presidents estrangers.

| Periode  | Any         | President de la Nació             | President del Senat(Vicepresident de la Nació) | President de la Cambra de Diputats              |
| -------- | ----------- | --------------------------------- | ---------------------------------------------- | ----------------------------------------------- |
| 1°       | 1862        | Bartolomé Mitre                   | Marcos Paz                                     | Pastor Obligado y Nicanor Albarellos            |
| 2°       | 1863        | Bartolomé Mitre                   | Marcos Paz                                     | José Evaristo Uriburu                           |
| 3°       | 1864        | Bartolomé Mitre                   | Marcos Paz                                     | Arístides Villanueva                            |
| 4°       | 1865        | Bartolomé Mitre                   | Marcos Paz                                     | José Evaristo Uriburu                           |
| 5°       | 1866        | Bartolomé Mitre                   | Marcos Paz                                     | José Evaristo Uriburu                           |
| 6°       | 1867        | Bartolomé Mitre                   | Marcos Paz                                     | José Evaristo Uriburu i Mariano Acosta          |
| 7°       | 1868        | Bartolomé Mitre                   | Valentín AlsinaProvisional                     | Mariano Acosta                                  |
| 8°       | 1869        | Domingo Faustino Sarmiento        | Adolfo Alsina                                  | Manuel Quintana                                 |
| 9°       | 1870        | Domingo Faustino Sarmiento        | Adolfo Alsina                                  | Mariano Acosta                                  |
| 10°      | 1871        | Domingo Faustino Sarmiento        | Adolfo Alsina                                  | Mariano Acosta                                  |
| 11°      | 1872        | Domingo Faustino Sarmiento        | Adolfo Alsina                                  | Octavio Garrigós                                |
| 12°      | 1873        | Domingo Faustino Sarmiento        | Adolfo Alsina                                  | Octavio Garrigós                                |
| 13°      | 1874        | Domingo Faustino Sarmiento        | Adolfo Alsina                                  | Luis Sáenz Peña                                 |
| 14°      | 1875        | Nicolás Avellaneda                | Mariano Acosta                                 | Bernardo de Irigoyen i José Benjamín de la Vega |
| 15°      | 1876        | Nicolás Avellaneda                | Mariano Acosta                                 | Félix Frías                                     |
| 16°      | 1877        | Nicolás Avellaneda                | Mariano Acosta                                 | Félix Frías                                     |
| 17°      | 1878        | Nicolás Avellaneda                | Mariano Acosta                                 | Félix Frías                                     |
| 18°      | 1879        | Nicolás Avellaneda                | Mariano Acosta                                 | Manuel Quintana                                 |
| 19°      | 1880        | Nicolás Avellaneda                | Mariano Acosta                                 | Manuel Quintana i Vicente P. Peralta            |
| 20°      | 1881        | Julio Argentino Roca              | Francisco Bernabé Madero                       | Vicente P. Peralta i Miguel Goyena              |
| 21°      | 1882        | Julio Argentino Roca              | Francisco Bernabé Madero                       | Tristán Achával Rodríguez                       |
| 22°      | 1883        | Julio Argentino Roca              | Francisco Bernabé Madero                       | Miguel Navarro Viola i Isaac Chavarría          |
| 23°      | 1884        | Julio Argentino Roca              | Francisco Bernabé Madero                       | Rafael Ruiz de los Llanos                       |
| 24°      | 1885        | Julio Argentino Roca              | Francisco Bernabé Madero                       | Rafael Ruiz de los Llanos                       |
| 25°      | 1886        | Julio Argentino Roca              | Francisco Bernabé Madero                       | Juan Eugenio Serú                               |
| 26°      | 1887        | Miguel Juárez Celman              | Carlos Pellegrini                              | Estanislao Zeballos                             |
| 27°      | 1888        | Miguel Juárez Celman              | Carlos Pellegrini                              | Carlos Tagle                                    |
| 28°      | 1889        | Miguel Juárez Celman              | Carlos Pellegrini                              | Tristán A. Malbrán                              |
| 29°      | 1890        | Miguel Juárez Celman              | Carlos Pellegrini                              | Benjamín Zorrilla i Lucio V. Mansilla           |
| 30°      | 1891        | Carlos Pellegrini                 | Miguel M. NouguésProvisional                   | Benjamín Zorrilla                               |
| 31°      | 1892        | Carlos Pellegrini                 | Miguel M. NouguésProvisional                   | Benjamín Zorrilla i Torcuato Gilbert            |
| 32°      | 1893        | Luis Saenz Peña                   | José Evaristo Uriburu                          | Francisco Lucio García i Francisco Alcobendas   |
| 33°      | 1894        | Luis Saenz Peña                   | José Evaristo Uriburu                          | Francisco Alcobendas                            |
| 34°      | 1895        | José Evaristo Uriburu             | Julio Argentino RocaProvisional                | Francisco Alcobendas                            |
| 35°      | 1896        | José Evaristo Uriburu             | Julio Argentino RocaProvisional                | Marco Aurelio Avellaneda                        |
| 36°      | 1897        | José Evaristo Uriburu             | Julio Argentino RocaProvisional                | Marco Aurelio Avellaneda                        |
| 37°      | 1898        | José Evaristo Uriburu             | Julio Argentino RocaProvisional                | Marco Aurelio Avellaneda                        |
| 38°      | 1899        | Julio Argentino Roca              | Norberto Quirno Costa                          | Marco Aurelio Avellaneda                        |
| 39°      | 1900        | Julio Argentino Roca              | Norberto Quirno Costa                          | Marco Aurelio Avellaneda                        |
| 40°      | 1901        | Julio Argentino Roca              | Norberto Quirno Costa                          | Marco Aurelio Avellaneda i Benito Villanueva    |
| 41°      | 1902        | Julio Argentino Roca              | Norberto Quirno Costa                          | Benito Villanueva                               |
| 42°      | 1903        | Julio Argentino Roca              | Norberto Quirno Costa                          | Benito Villanueva                               |
| 43°      | 1904        | Julio Argentino Roca              | Norberto Quirno Costa                          | Benjamín Victorica                              |
| 44°      | 1905        | Manuel Quintana                   | José Figueroa Alcorta                          | Ángel Sastre                                    |
| 45°      | 1906        | José Figueroa Alcorta             | Benito VillanuevaProvisional                   | Alejandro Carbó                                 |
| 46°      | 1907        | José Figueroa Alcorta             | Benito VillanuevaProvisional                   | Juan Manuel Ortiz de Rosas                      |
| Clausura | 1908 - 1909 | José Figueroa Alcorta             |                                                |                                                 |
| 47°      | 1910        | José Figueroa Alcorta             | Antonio del PinoProvisional                    | Eliseo Cantón                                   |
| 48°      | 1911        | Roque Sáenz Peña                  | Victorino de la Plaza                          | Eliseo Cantón                                   |
| 49°      | 1912        | Roque Sáenz Peña                  | Victorino de la Plaza                          | Rosendo Fraga (h)                               |
| 50°      | 1913        | Roque Sáenz Peña                  | Victorino de la Plaza                          | Rosendo Fraga (h)                               |
| 51°      | 1914        | Roque Sáenz Peña                  | Victorino de la Plaza                          | Marco Aurelio Avellaneda                        |
| 52°      | 1915        | Victorino de La Plaza             | Benito VillanuevaProvisional                   | Alejandro Carbó                                 |
| 53°      | 1916        | Victorino de La Plaza             | Benito VillanuevaProvisional                   | Mariano Demaría                                 |
| 54°      | 1917        | Hipólito Yrigoyen                 | Pelagio Luna                                   | Mariano Demaría                                 |
| 55°      | 1918        | Hipólito Yrigoyen                 | Pelagio Luna                                   | Fernando Saguier                                |
| 56°      | 1919        | Hipólito Yrigoyen                 | Benito VillanuevaProvisional                   | Arturo Goyeneche                                |
| 57°      | 1920        | Hipólito Yrigoyen                 | Benito VillanuevaProvisional                   | Arturo Goyeneche                                |
| 58°      | 1921        | Hipólito Yrigoyen                 | Benito VillanuevaProvisional                   | Arturo Goyeneche                                |
| 59°      | 1922        | Hipólito Yrigoyen                 | Benito VillanuevaProvisional                   | Ricardo Pereyra Rozas                           |
| 60°      | 1923        | Marcelo Torcuato de Alvear        | Elpidio González                               | Ricardo Pereyra Rozas                           |
| 61°      | 1924        | Marcelo Torcuato de Alvear        | Elpidio González                               | Mario M. Guido                                  |
| 62°      | 1925        | Marcelo Torcuato de Alvear        | Elpidio González                               | Mario M. Guido                                  |
| 63°      | 1926        | Marcelo Torcuato de Alvear        | Elpidio González                               | Miguel Sussini (pare)                           |
| 64°      | 1927        | Marcelo Torcuato de Alvear        | Elpidio González                               | Miguel Sussini (pare)                           |
| 65°      | 1928        | Marcelo Torcuato de Alvear        | Elpidio González                               | Andrés Ferreyra                                 |
| 66°      | 1929        | Hipólito Yrigoyen                 | Enrique Martínez                               | Andrés Ferreyra                                 |
| 67°      | 1930        | Hipólito Yrigoyen                 | Enrique Martínez                               | Andrés Ferreyra                                 |
| Clausura | 1930 - 1931 | José Félix Uriburu                |                                                |                                                 |
| 68°      | 1932        | Agustín Pedro Justo               | Julio Argentino Roca (fill)                    | Juan Félix Cafferata                            |
| 69°      | 1933        | Agustín Pedro Justo               | Julio Argentino Roca (fill)                    | Juan Félix Cafferata                            |
| 70°      | 1934        | Agustín Pedro Justo               | Julio Argentino Roca (fill)                    | Manuel Fresco                                   |
| 71°      | 1935        | Agustín Pedro Justo               | Julio Argentino Roca (fill)                    | Manuel Fresco                                   |
| 72°      | 1936        | Agustín Pedro Justo               | Julio Argentino Roca (fill)                    | Carlos Noel                                     |
| 73°      | 1937        | Agustín Pedro Justo               | Julio Argentino Roca (fill)                    | Carlos Noel                                     |
| 74°      | 1938        | Roberto Marcelino Ortiz           | Ramon Castillo                                 | Juan Gaudencio Kaiser                           |
| 75°      | 1939        | Roberto Marcelino Ortiz           | Ramon Castillo                                 | Juan Gaudencio Kaiser                           |
| 76°      | 1940        | Roberto Marcelino Ortiz           | Ramon Castillo                                 | Carlos Noel                                     |
| 77°      | 1941        | Roberto Marcelino Ortiz           | Ramon Castillo                                 | José Luis Cantilo                               |
| 78°      | 1942        | Roberto Marcelino Ortiz           | Ramon Castillo                                 | José Luis Cantilo                               |
| 79°      | 1943        | Ramón Castillo                    | Robustiano PatrónProvisional                   | José Luis Cantilo                               |
| Clausura | 1943 - 1946 | Revolució del 43                  |                                                |                                                 |
| 80°      | 1946        | Juan Domingo Perón                | Hortensio Quijano                              | Ricardo Guardo                                  |
| 81°      | 1947        | Juan Domingo Perón                | Hortensio Quijano                              | Ricardo Guardo                                  |
| 82°      | 1948        | Juan Domingo Perón                | Hortensio Quijano                              | Héctor José Cámpora                             |
| 83°      | 1949        | Juan Domingo Perón                | Hortensio Quijano                              | Héctor José Cámpora                             |
| 84°      | 1950        | Juan Domingo Perón                | Hortensio Quijano                              | Héctor José Cámpora                             |
| 85°      | 1951        | Juan Domingo Perón                | Hortensio Quijano                              | Héctor José Cámpora                             |
| 86°      | 1952        | Juan Domingo Perón                | Alberto Tessaire                               | Héctor José Cámpora                             |
| 87°      | 1953        | Juan Domingo Perón                | Alberto Tessaire                               | Antonio J. Benítez                              |
| 88°      | 1954        | Juan Domingo Perón                | Alberto Tessaire                               | Antonio J. Benítez                              |
| 89°      | 1955        | Juan Domingo Perón                | Alberto Tessaire                               | Alberto Rocamora                                |
| Clausura | 1955 - 1957 | Revolució Alliberadora            |                                                |                                                 |
| 90°      | 1958        | Arturo Frondizi                   | Alejandro Gomez                                | Federico Fernández de Monjardín                 |
| 91°      | 1959        | Arturo Frondizi                   | José María GuidoProvisional                    | Federico Fernández de Monjardín                 |
| 92°      | 1960        | Arturo Frondizi                   | José María GuidoProvisional                    | Federico Fernández de Monjardín                 |
| 93°      | 1961        | Arturo Frondizi                   | José María GuidoProvisional                    | Federico Fernández de Monjardín                 |
| Clausura | 1962        | José María Guido                  |                                                |                                                 |
| 94°      | 1963        | Arturo Illia                      | Carlos Humberto Perette                        | Arturo Mor Roig                                 |
| 95°      | 1964        | Arturo Illia                      | Carlos Humberto Perette                        | Arturo Mor Roig                                 |
| 96°      | 1965        | Arturo Illia                      | Carlos Humberto Perette                        | Arturo Mor Roig                                 |
| 97°      | 1966        | Arturo Illia                      | Carlos Humberto Perette                        | Arturo Mor Roig                                 |
| Clausura | 1966 - 1972 | Dictadura "Revolució Argentina"   |                                                |                                                 |
| 98°      | 1973        | Héctor José Cámpora               | Vicente Solano Lima                            | Raúl Alberto Lastiri                            |
| 99°      | 1974        | Juan Domingo Perón                | Maria Estela Martínez de Peron                 | Raúl Alberto Lastiri                            |
| 100°     | 1975        | María Estela Martínez de Perón    | Ítalo LuderProvisional                         | Nicasio Sánchez Toranzo                         |
| Clausura | 1976 - 1982 | Procés de Reorganització Nacional |                                                |                                                 |
| 101°     | 1983        | Raúl Alfonsín                     | Victor H. Martínez                             | Juan Carlos Pugliese (pare)                     |
| 102°     | 1984        | Raúl Alfonsín                     | Victor H. Martínez                             | Juan Carlos Pugliese (pare)                     |
| 103°     | 1985        | Raúl Alfonsín                     | Victor H. Martínez                             | Juan Carlos Pugliese (pare)                     |
| 104°     | 1986        | Raúl Alfonsín                     | Victor H. Martínez                             | Juan Carlos Pugliese (pare)                     |
| 105°     | 1987        | Raúl Alfonsín                     | Victor H. Martínez                             | Juan Carlos Pugliese (pare)                     |
| 106°     | 1988        | Raúl Alfonsín                     | Victor H. Martínez                             | Juan Carlos Pugliese (pare)                     |
| 107°     | 1989        | Raúl Alfonsín                     | Victor H. Martínez                             | Juan Carlos Pugliese (pare) i Leopoldo Moreau   |
| 108°     | 1990        | Carlos Menem                      | Eduardo Duhalde                                | Alberto Pierri                                  |
| 109°     | 1991        | Carlos Menem                      | Eduardo Duhalde                                | Alberto Pierri                                  |
| 110°     | 1992        | Carlos Menem                      | Eduardo MenemProvisional                       | Alberto Pierri                                  |
| 111°     | 1993        | Carlos Menem                      | Eduardo MenemProvisional                       | Alberto Pierri                                  |
| 112°     | 1994        | Carlos Menem                      | Eduardo MenemProvisional                       | Alberto Pierri                                  |
| 113°     | 1995        | Carlos Menem                      | Carlos Ruckauf                                 | Alberto Pierri                                  |
| 114°     | 1996        | Carlos Menem                      | Carlos Ruckauf                                 | Alberto Pierri                                  |
| 115°     | 1997        | Carlos Menem                      | Carlos Ruckauf                                 | Alberto Pierri                                  |
| 116°     | 1998        | Carlos Menem                      | Carlos Ruckauf                                 | Alberto Pierri                                  |
| 117°     | 1999        | Carlos Menem                      | Carlos Ruckauf                                 | Alberto Pierri                                  |
| 118°     | 2000        | Fernando de la Rúa                | Carlos Álvarez                                 | Rafael Pascual                                  |
| 119°     | 2001        | Fernando de la Rúa                | Ramon PuertaProvisional                        | Rafael Pascual                                  |
| 120°     | 2002        | Eduardo Duhalde                   | Juan Carlos MaquedaProvisional                 | Eduardo Camaño                                  |
| 121°     | 2003        | Eduardo Duhalde                   | José Luis GiojaProvisional                     | Eduardo Camaño                                  |
| 122°     | 2004        | Néstor Kirchner                   | Daniel Scioli                                  | Eduardo Camaño                                  |
| 123°     | 2005        | Néstor Kirchner                   | Daniel Scioli                                  | Eduardo Camaño                                  |
| 124°     | 2006        | Néstor Kirchner                   | Daniel Scioli                                  | Alberto Balestrini                              |
| 125°     | 2007        | Néstor Kirchner                   | Daniel Scioli                                  | Alberto Balestrini                              |
| 126°     | 2008        | Cristina Fernández de Kirchner    | Julio Cobos                                    | Eduardo Fellner                                 |
| 127°     | 2009        | Cristina Fernández de Kirchner    | Julio Cobos                                    | Eduardo Fellner                                 |
| 128°     | 2010        | Cristina Fernández de Kirchner    | Julio Cobos                                    | Eduardo Fellner                                 |
| 129°     | 2011        | Cristina Fernández de Kirchner    | Julio Cobos                                    | Eduardo Fellner                                 |
| 130°     | 2012        | Cristina Fernández de Kirchner    | Amado Boudou                                   | Julián Domínguez                                |
| 131°     | 2013        | Cristina Fernández de Kirchner    | Amado Boudou                                   | Julián Domínguez                                |
| 132°     | 2014        | Cristina Fernández de Kirchner    | Amado Boudou                                   | Julián Domínguez                                |
| 133°     | 2015        | Cristina Fernández de Kirchner    | Amado Boudou                                   | Julián Domínguez                                |
| 134°     | 2016        | Mauricio Macri                    | Gabriela Michetti                              | Emilio Monzó                                    |
| 135°     | 2017        | Mauricio Macri                    | Gabriela Michetti                              | Emilio Monzó                                    |
| 136°     | 2018        | Mauricio Macri                    | Gabriela Michetti                              | Emilio Monzó                                    |
| 137°     | 2019        | Mauricio Macri                    | Gabriela Michetti                              | Emilio Monzó                                    |
| 138°     | 2020        | Alberto Fernández                 | Cristina Fernández de Kirchner                 | Sergio Massa                                    |
| 139°     | 2021        | Alberto Fernández                 | Cristina Fernández de Kirchner                 | Sergio Massa                                    |
| 140°     | 2022        | Alberto Fernández                 | Cristina Fernández de Kirchner                 | Sergio Massa i Cecilia Moreau                   |
| 141°     | 2023        | Alberto Fernández                 | Cristina Fernández de Kirchner                 | Cecilia Moreau                                  |